# مسجد أغا ميرزا محمد باقر
مسجد آغا ميرزا محمد باقر (بالفارسية: مسجد آقا میرزا محمد باقر چهارسوقی) هو مسجد تاريخي يعود إلى عصر القاجاريون، ويقع في أصفهان.